# سن پول رئونیون
شهر سن پول رئونیون (به فرانسوی: Saint-Paul, Réunion) در شهرستان رئونیون در ناحیه رئونیون با جمعیت ۹۹٬۲۹۱ نفر در کشور فرانسه واقع شده‌است